# .sa
.sa là tên miền quốc gia cấp cao nhất (ccTLD) của Ả Rập Xê Út. Tên miền loại này có thể đăng ký thông qua phòng Dịch vụ Internet của King Abdulaziz City for Science & Technology.
Đăng ký dưới những tên miền cấp 3 sau:
- com.sa: cơ quan thương mại
- edu.sa: cơ quan giáo dục
- sch.sa: trường tiểu học và trung học
- med.sa: dịch vụ sức khỏe
- gov.sa: cơ quan chính phủ
- net.sa: dịch vụ liên quan đến Internet
- org.sa: tổ chức phi lợi nhuận
- pub.sa: cơ quan hoặc cá nhân không nằm trong các loại trên, bao gồm tên cá nhân.